# マイク・プラニア
マイク・プラニア（Mike Plania、1997年2月6日 - ）は、フィリピンのプロボクサー。ジェネラル・サントス出身。

## 来歴

### バンタム級
2016年4月30日、マカティのマカティ・スクエア・アリーナでローレンス・ロサスとWBFインターナショナルバンタム級王座決定戦を行い、10回2-0（94-94、96-92、95-93）の判定勝ちを収め王座を獲得した。
2018年3月23日、フロリダ州ハリウッドのセミノール・ハードロック・アンド・カジノ・ハリウッド内ハード・ロック・ライブで元WBA世界バンタム級スーパー王者のファン・カルロス・パヤノとWBOインターコンチネンタルバンタム級王座決定戦を行い、10回0-3（93-96、92-97×2）の判定負けを喫し王座を獲得出来なかった。

### スーパーバンタム級
2018年9月9日、南コタバト州ポロモロクでアンジェリート・メリンとABCOスーパーバンタム級シルバー王座決定戦を行い、4回TKO勝ちを収め王座を獲得した。
2019年12月21日、マイアミのマイアミ・デイド・カウンティ・フェア・アンド・エキシビジョンでジョバンニ・グティエレスとIBF北米スーパーバンタム級王座決定戦を行い、10回3-0（100-89×3）の判定勝ちを収め王座を獲得した。
2020年6月16日、ラスベガスのMGMグランド・カンファレンスセンター内ザ・バブルで、WBO世界バンタム級1位のジョシュア・グリア・ジュニアとスーパーバンタム級10回戦を行い、10回2-0（96-92、97-91、94-94）の判定勝ちを収めた。
2022年9月4日、ロサンゼルスのクリプト・ドットコム・アリーナで元WBA世界スーパーバンタム級暫定王者のライース・アリームと対戦し、10回0-3（89-100×3）の判定負けを喫した。
2023年5月17日、ジェネラル・サントスのサンマンボクシングジムでマーク・アンソニー・ヘラルドとスーパーバンタム級10回戦を行い、初回KO勝ちを収めた。
2023年8月4日、アトランタのオーバータイム・エリート・アリーナでエリヤ・ピアースと対戦し、3回53秒KO負けを喫した。

### フェザー級
2024年1月31日、フロリダ州ヒルズボロ郡プラントシティのホワイトサンズ・プロボックス・イベントセンターで元WBO世界スーパーバンタム級王者でWBA世界フェザー級13位のアンジェロ・レオと対戦し、3回2分27秒KO負けを喫した。
2024年4月27日、マイアミのミッコスキー・リゾート・アンド・ゲーミングでマルティン・ディアスと対戦し、初回23秒KO勝ちを収めた。
2024年10月26日、マイアミのミッコスキー・リゾート・アンド・ゲーミングでデイビ・フリオ・バッサと対戦し、3回KO勝ちを収めた。

## 獲得タイトル
- WBFインターナショナルバンタム級王座
- ABCOスーパーバンタム級シルバー王座
- IBF北米スーパーバンタム級王座

## 戦績
- プロボクシング - 35戦 31勝(18KO) 4敗